# Stemadviesbureau
Een stemadviesbureau (Engels: proxy advisor, proxy adviser, proxy voting agency, vote service provider of shareholder voting research provider) is een organisatie die aan institutionele beleggers, dat wil zeggen beleggingsfondsen, pensioenfondsen en verzekeringsmaatschappijen, adviseert wat te stemmen op een aandeelhoudersvergadering. 
Stemadviesbureaus ontlenen hun bestaansrecht aan het grote aantal verschillende ondernemingen waarin wereldwijd kan worden belegd en aan de toenemende wens van beleggers om een meer actieve rol te spelen in het beleid van de ondernemingen waarin wordt belegd. De daarvoor benodigde research is intensief en omvangrijk en het is efficiënt dat te combineren. De stemadviesbureaus volgen daartoe de prestaties van de ondernemingen waarin wordt belegd op de voet en analyseren die op basis van wereldwijde codes en gedragsrichtlijnen. De aangesloten beleggers krijgen voor elke onderneming uit hun beleggingsportefeuille per agendapunt van de aandeelhoudersvergadering een analyse, die resulteert in een voor- of tegenstemadvies.
De meeste stemadviesbureaus zijn gevestigd in de Verenigde Staten. De twee belangrijkste zijn:
- Glass Lewis
- ISS (Institutional Shareholder Services)

De belangrijkste stemadviesbureaus hanteren voor hun werkwijze een zelf opgestelde code: de Best Practice Principles for Shareholder Voting Research. De meeste richten zich met name op internationaal actieve bedrijven. Er is relatief weinig aandacht voor ondernemingen die alleen of voornamelijk in Nederland actief zijn.